# El Perdigón
El Perdigón település Spanyolországban,  Zamora tartományban. El Perdigón Entrala, Morales del Vino, Casaseca de Campeán, Pereruela és Zamora községekkel határos. Lakosainak száma 650 fő (2024).

## Népesség
A település népessége az utóbbi években az alábbiak szerint változott:
| Lakosok száma | 755  | 780  | 780  | 753  | 792  | 762  | 710  | 671  | 639  | 650  |
|               | 2001 | 2004 | 2007 | 2009 | 2012 | 2014 | 2017 | 2019 | 2022 | 2024 |